# 정유리
정유리(1992년 5월 21일~)는 대한민국의 2012년 미스코리아 서울 미(美) 출신으로, 신장은 172cm이고, 체중은 54kg이며, 2010년 미스코리아 진(眞) 정소라는 둘째 언니이기도 하다.

## 프로필
- 출생: 1992년 5월 21일
- 신체: 172.2cm, 53.5kg, 34-24-33
- 학력: 한양대학교 국제학부
- 수상: 2012년 미스코리아 서울 미(美)
- 취미: 요리, 글쓰기
- 특기: 암벽등반, 복싱

## 트리비아
- 칭호: 2012년 미스코리아 서울 미(美)
- 칭호 기간: 2012년~2013년
- 키: 172.2cm
- 몸무게: 53.5kg

## 신체 사이즈
- 가슴: 34 in (86.4 cm)
- 허리: 24 in (61.0 cm)
- 엉덩이: 33 in (83.8 cm)